# Old Lachlan Castle

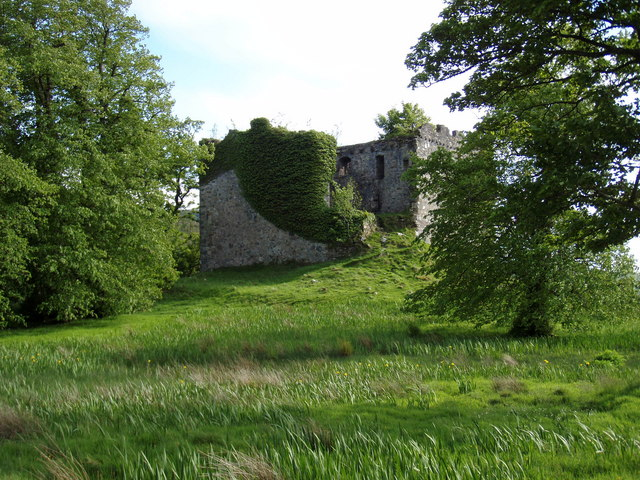
Die Ruinen von Old Lachlan Castle

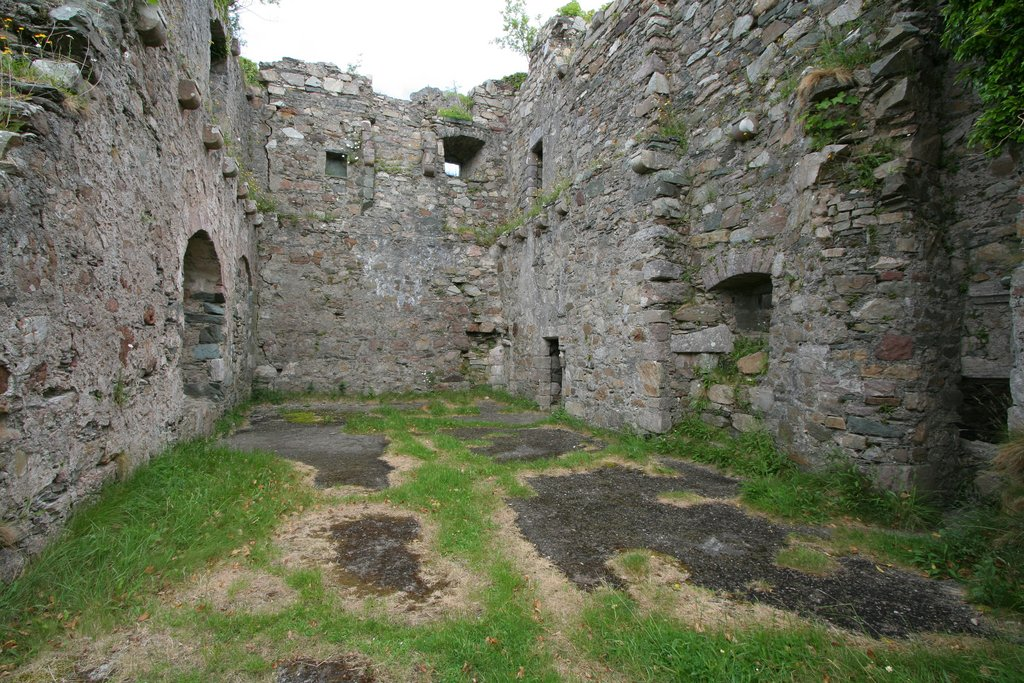
Innenansicht

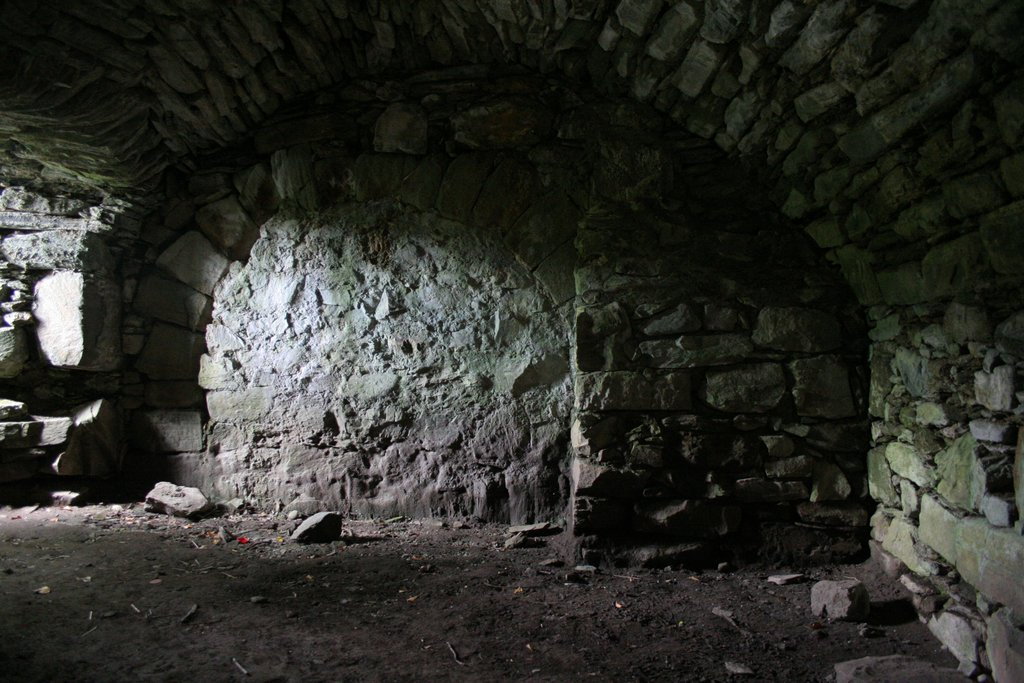
Gewölbekeller

Old Lachlan Castle ist eine Burgruine auf der schottischen Halbinsel Cowal in der Council Area Argyll and Bute. Sie liegt auf einem kleinen Kap an den Ufern des Meeresarmes Loch Fyne. 1971 wurde Old Lachlan Castle in die schottischen Denkmallisten in der Kategorie A aufgenommen. Die gesamte Anlage ist als Scheduled Monument klassifiziert.

## Geschichte
Das exakte Baudatum von Old Lachlan Castle ist nicht überliefert. Während die Royal Commission on the Ancient and Historical Monuments of Scotland den Bau auf das 15. Jahrhundert datiert, geht Historic Scotland von einer Errichtung um das Jahr 1450 aus. Die Burg war der Sitz einer Linie des Clans MacLachlan. Der Clan war in die Jakobitenaufstände von 1745 involviert. In der Schlacht bei Culloden fiel der Clanchef. Im Nachgang der Aufstände beschoss ein königliches Kriegsschiff Old Lachlan Castle im Jahre 1746. Obschon nur geringe Beschädigungen verursacht wurden, flohen die Bewohner und gaben die Burg auf. Ab diesem Zeitpunkt wurde Old Lachlan Castle nicht mehr regelmäßig genutzt und verfiel im Lauf der Jahrhunderte. Etwa 50 Jahre später baute der Clan unweit der Burg als Ersatz das ebenfalls denkmalgeschützte Schloss Castle Lachlan.
2013 begannen Restaurierungsarbeiten an Old Lachlan Castle durch den Lachlan Trust.